# Galles centrale
Il Galles centrale (in lingua inglese: Mid Wales, in gallese: Canolbarth Cymru o semplicemente Y Canolbarth, che significa "Midlands") è il nome dato alla regione centrale del Galles. Il Comitato Regionale del Galles centrale all'Assemblea Nazionale per il Galles copriva le contee di Ceredigion e Powys e l'area di Gwynedd che in precedenza aveva costituito il distretto di Meirionydd. Una definizione simile viene utilizzata dalla BBC. Il Progetto Spaziale del Galles definisce una regione detta "Galles Centrale" che copre le aree di Ceredigion e Powys. Se il Galles centrale viene classificato come Ceredigion e Powys, l'area totale sarebbe di 6.962 chilometri quadrati, corrispondenti alla superficie della Cumbria.
Il Galles centrale è dominato dai monti Cambrici, che comprendono la regione talvolta definita come il "Deserto verde del Galles". La regione è scarsamente popolata, con un'economia dipendente dall'agricoltura e dalla piccola impresa. La densità di popolazione delle contee di Ceredigion e Powys è di soli 30 abitanti per chilometro quadrato.

## Suddivisioni amministrative
La regione è composta dalle seguenti aree amministrative:
| Contea preservata | Consigli Locali                        | Area (km²) | Popolazione |
| ----------------- | -------------------------------------- | ---------- | ----------- |
| Dyfed             | Cardigan o Ceredigion (Sir Ceredigion) | 1.795      | 75.900      |
| Powys             | Powys (Sir Powys)                      | 5.196      | 133.000     |
| Galles Centrale   | Mid Wales (Canolbarth Cymru)           | 6.991      | 208.900     |

La città più popolosa della regione è Aberystwyth con 13 040 abitanti.